# Legend Entertainment
Legend Entertainment — американская компания, выпускавшая в 1990-е годы компьютерные игры. Наиболее известна несколькими популярными квестами.

## История
Компанию основали в 1989 году Боб Бейтс (Bob Bates) и Майк Верду (Mike Verdu) после ликвидации компании Infocom. Большинство их игр были по существу текстовыми квестами с неанимированными иллюстрациями. При разработке сюжетов игр компания широко использовала популярные книги в жанре фэнтези.
В 1998 году Legend Entertainment была приобретена компанией GT Interactive Software, после чего переключилась с квестов на экшн. Год спустя GT Interactive была куплена Infogrames Entertainment, позднее сменившая бренд на «Atari, SA». В январе 2004 года Legend Entertainment была распущена.

## Список игр

### Текстовые квесты (Interactive fiction)
- Spellcasting 101: Sorcerers Get All The Girls (1990)
- Spellcasting 201: The Sorcerer's Appliance (1991)
- Timequest (1991)
- Frederick Pohl’s Gateway (1992)
- Spellcasting 301: Spring Break (1992)
- Eric the Unready (1993)
- Gateway 2: Homeworld (1993)

### Графические квесты
- Companions of Xanth (1993)
- Death Gate (1994)
- Superhero League of Hoboken (1994)
- Mission Critical (1995)
- Shannara (1995)
- Callahan's Crosstime Saloon (1997)
- John Saul’s Blackstone Chronicles (1998)

### Другие
- Star Control 3 (1996)
- Unreal Mission Pack I: Return to Na Pali (1999)
- Wheel of Time (1999)
- Unreal II: The Awakening (2003)
- Unreal II: eXpanded MultiPlayer (2003)